# Саут-Чарлстон (Західна Вірджинія)
Саут-Чарлстон (англ. South Charleston) — місто (англ. city) в США, в окрузі Кенова штату Західна Вірджинія. Населення — 13 647 осіб (2020).

## Географія
Саут-Чарлстон розташований за координатами 38°20′56″ пн. ш. 81°42′23″ зх. д. / 38.34889° пн. ш. 81.70639° зх. д. (38.348914, -81.706462).  За даними Бюро перепису населення США в 2010 році місто мало площу 22,05 км², з яких 19,72 км² — суходіл та 2,33 км² — водойми.

## Демографія
Згідно з переписом 2010 року, у місті мешкало 13 450 осіб у 6283 домогосподарствах у складі 3675 родин. Густота населення становила 610 осіб/км².  Було 6819 помешкань (309/км²).
Расовий склад населення:
| - 86,9 % — білих - 8,4 % — чорних або афроамериканців - 1,1 % — азіатів - 0,3 % — корінних американців |

До двох чи більше рас належало 3,0 %. Частка іспаномовних становила 1,0 % від усіх жителів.
За віковим діапазоном населення розподілялося таким чином: 20,9 % — особи молодші 18 років, 61,5 % — особи у віці 18—64 років, 17,6 % — особи у віці 65 років та старші. Медіана віку мешканця становила 42,3 року. На 100 осіб жіночої статі у місті припадало 84,1 чоловіків;  на 100 жінок у віці від 18 років та старших — 80,1 чоловіків також старших 18 років.
Середній дохід на одне домашнє господарство  становив 60 124 долари США (медіана — 46 390), а середній дохід на одну сім'ю — 70 851 долар (медіана — 58 321). Медіана доходів становила 44 299 доларів для чоловіків та 37 247 доларів для жінок. За межею бідності перебувало 14,1 % осіб, у тому числі 21,1 % дітей у віці до 18 років та 5,9 % осіб у віці 65 років та старших.
Цивільне працевлаштоване населення становило 6291 осіб. Основні галузі зайнятості: освіта, охорона здоров'я та соціальна допомога — 29,5 %, роздрібна торгівля — 12,6 %, мистецтво, розваги та відпочинок — 12,5 %.